# Creatophora cinerea
Creatophora cinerea là một loài chim trong họ Sturnidae.

## Hình ảnh

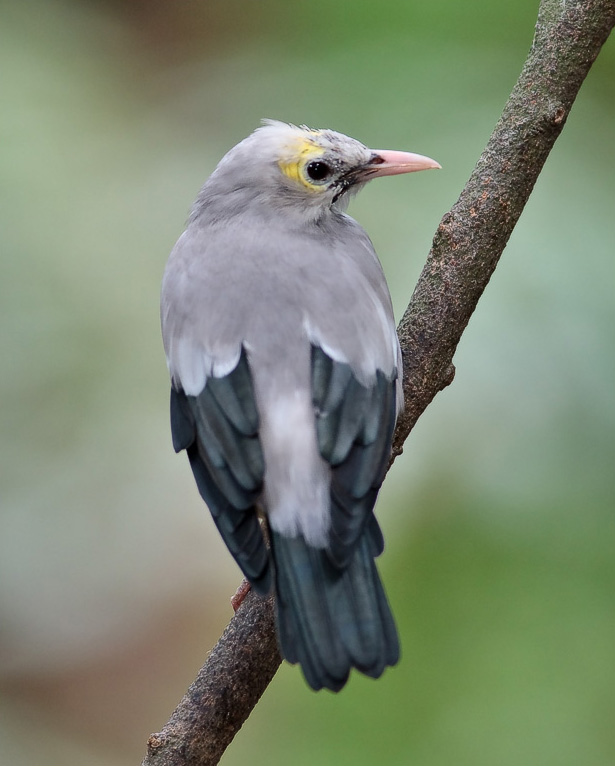
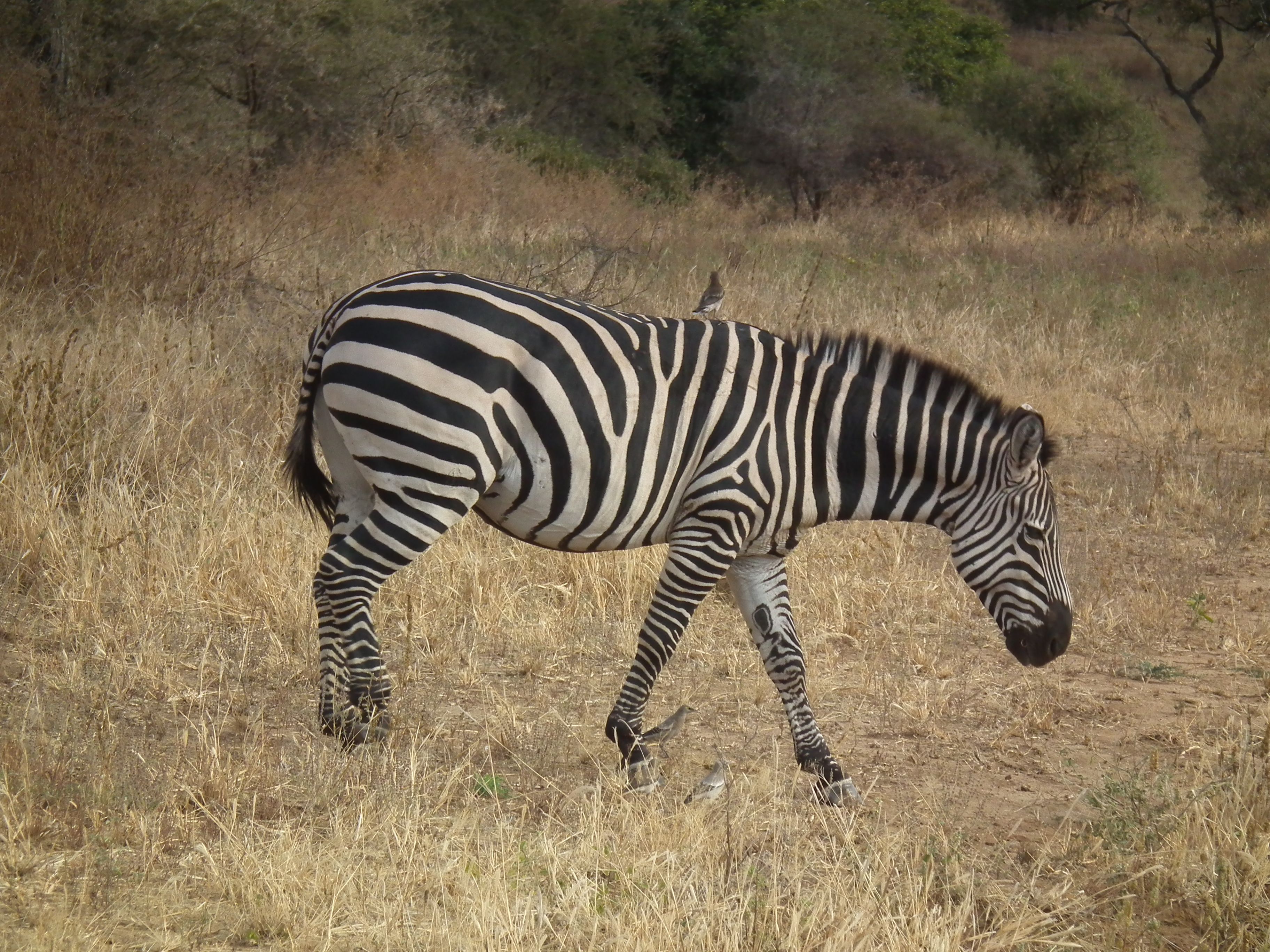
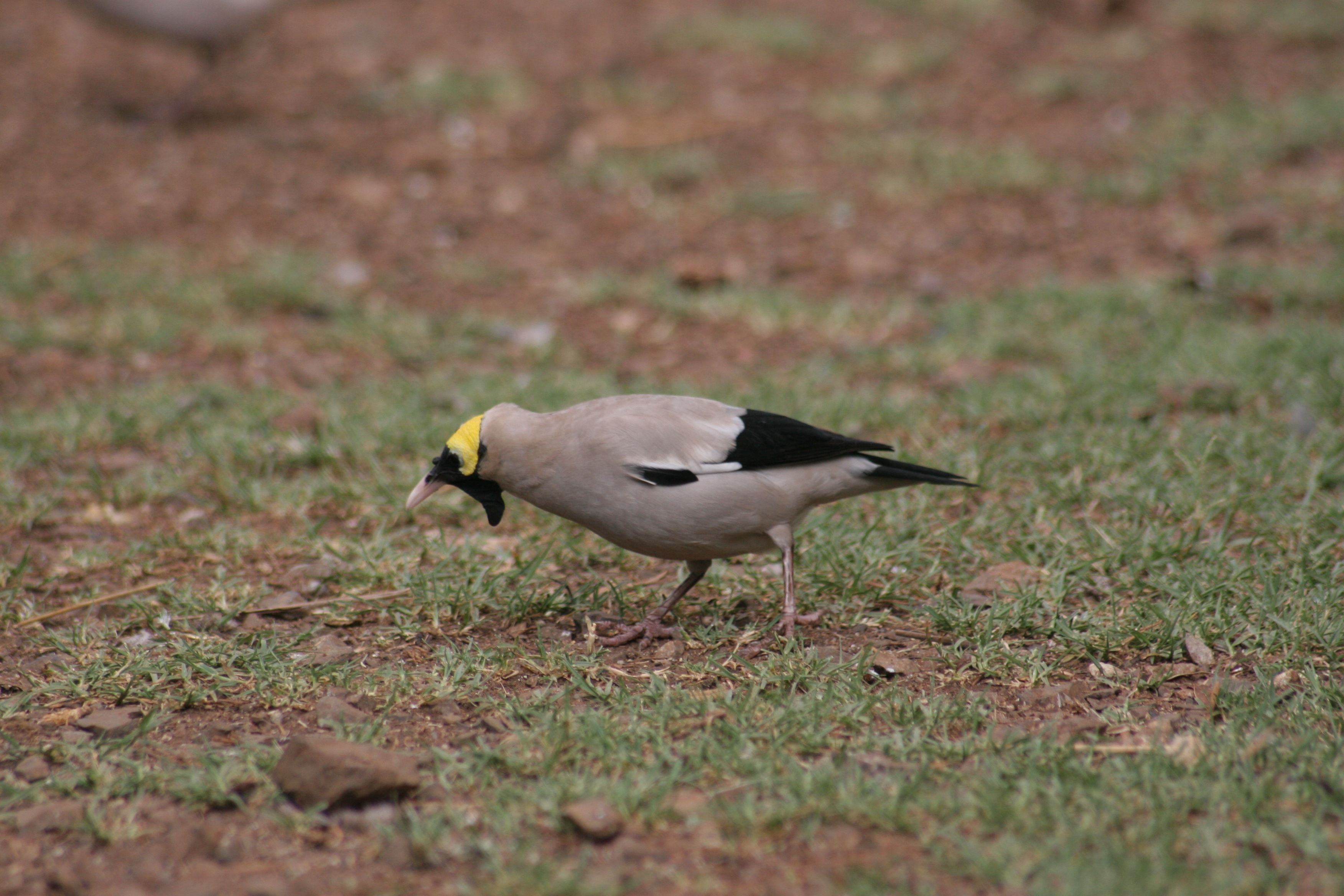
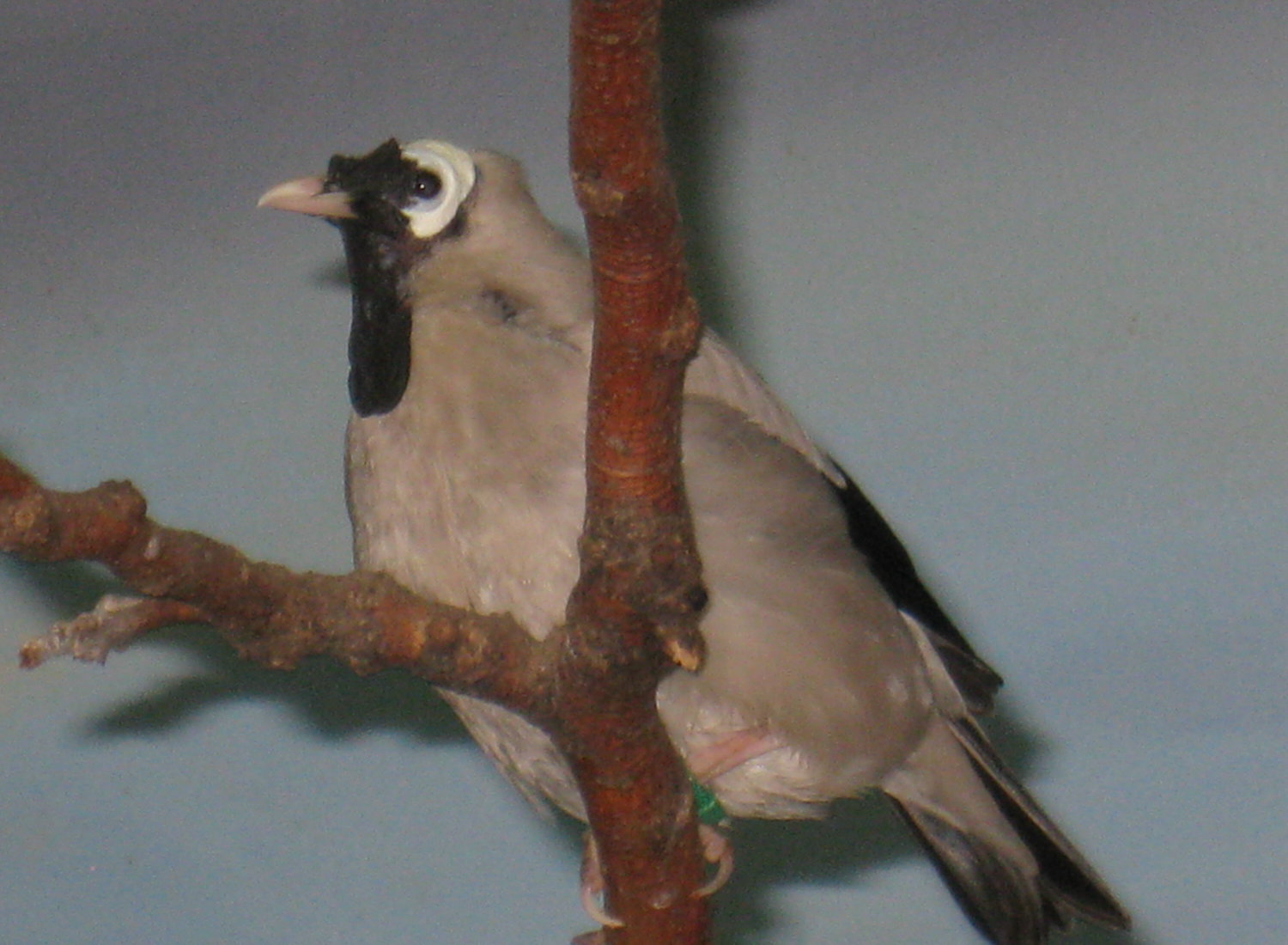